# Daniel Høegh
Pour les articles homonymes, voir Høegh.
Daniel Mathias Høegh né le 6 janvier 1991 à Odense au Danemark est un footballeur danois. Il évolue au poste de défenseur central au Randers FC.

## Biographie

### En club
En juillet 2015, Daniel Høegh rejoint le FC Bâle, club avec lequel il signe un contrat de quatre ans. Le transfert est annoncé dès le 2 juin 2015.
En fin de contrat au SC Heerenveen à l'issue de la saison 2019-2020, il choisit ne pas prolonger en raison du manque de temps de jeu et se retrouve libre de tout contrat. Il pourrait notamment rallier la MLS et le Chicago Fire, où il connaît l'entraîneur Raphaël Wicky, qui était en poste chez les moins de 21 ans du FC Bâle lorsque Høegh évoluait en Suisse. Mais il signe finalement avec le FC Midtjylland. Il rejoint le récent champion du Danemark le 5 octobre 2020.
Le 19 juillet 2022, Høegh quitte le FC Midtjylland pour s'engager en faveur du Randers FC.
Il marque son premier but pour Randers le 9 octobre 2022, à l'occasion d'une rencontre de championnat face au Brøndby IF. Il est titularisé et son équipe est battue par trois buts à deux.

### En sélection
Daniel Høegh honore sa première et unique sélection avec l'équipe nationale du Danemark le 26 janvier 2013, lors d'un match amical face au Canada. Il entre en jeu à la place de Jores Okore et son équipe s'impose par quatre buts à zéro.

## Palmarès
FC Bâle
- Champion de Suisse en 2016 et 2017
- Vainqueur de la Coupe de Suisse en 2017

 FC Midtjylland
- Vainqueur de la Coupe du Danemark en 2022.

## Statistiques
| Saison                | Club                  | Championnat           | Championnat | Championnat | Coupe(s) nationale(s) | Coupe(s) nationale(s) | Compétition(s) continentale(s) | Compétition(s) continentale(s) | Compétition(s) continentale(s) | Danemark | Danemark | Total | Total |
| Saison                | Club                  | Division              | M.          | B.          | M.                    | B.                    | Comp.                          | M.                             | B.                             | M.       | B.       | M.    | B.    |
| 2010-2011             | OB Odense             | SAS Ligaen            | 12          | 1           | -                     | -                     | C3                             | 1                              | 0                              | -        | -        | 13    | 1     |
| 2011-2012             | OB Odense             | Superligaen           | 22          | 0           | 1                     | 0                     | C3 C1                          | 3                              | 0                              | -        | -        | 29    | 0     |
| 2012-2013             | OB Odense             | Superligaen           | 25          | 0           | 4                     | 2                     | -                              | -                              | -                              | 1        | 0        | 30    | 2     |
| 2013-2014             | OB Odense             | Superligaen           | 20          | 1           | 2                     | 0                     | -                              | -                              | -                              | -        | -        | 22    | 1     |
| 2014-2015             | OB Odense             | Superligaen           | 25          | 3           | -                     | -                     | -                              | -                              | -                              | -        | -        | 25    | 3     |
| Sous-total            | Sous-total            | Sous-total            | 104         | 5           | 7                     | 2                     | -                              | 7                              | 0                              | 1        | 0        | 119   | 7     |
| 2014-2015             | FC Bâle               | Super League          | 11          | 0           | 1                     | 1                     | C1 C3                          | 3                              | 0                              | -        | -        | 18    | 1     |
| Total sur la carrière | Total sur la carrière | Total sur la carrière | 115         | 5           | 8                     | 3                     | -                              | 13                             | 0                              | 1        | 0        | 137   | 8     |